# Spiranthes nebulorum
Spiranthes nebulorum är en orkidéart som beskrevs av Paul Miles Catling och V.R.Catling. Spiranthes nebulorum ingår i släktet skruvaxsläktet, och familjen orkidéer. Inga underarter finns listade i Catalogue of Life.